# Капуста провансаль
Капуста прованса́ль — капустный салат из цельнокочанной квашеной капусты со свежей ягодой и мочёными, маринованными или сушёными фруктами, блюдо советской кухни. Вопреки названию, ассоциирующемуся с майонезом, капустный салат провансаль заправляют растительным маслом. В советской кулинарии капуста провансаль определялась как один из четырёх основных видов квашеной капусты наряду с шинкованной, рубленой и кочанной. В СССР капуста провансаль производилась предприятиями плодоовощной промышленности по заказам магазинов согласно спросу населения.
Для приготовления капусты провансаль заквашенную целыми кочанами белокочанную капусту нарезают крупно квадратиками, добавляют свежую клюкву или маринованную бруснику, сливу, вишню или виноград и нарезанные дольками свежие или мочёные яблоки с кожицей. Салат заправляют растительным маслом, смешанным с сухой горчицей и уксусом, приправляют сахаром и маринуют в холодном месте или на льду 24—48 часов. Капуста провансаль не подлежит длительному хранению. По сведениям В. В. Похлёбкина, капуста провансаль является фактически западноевропейской разновидностью предварительно наскоро бланшированной капусты, квашенной с сухим вином, яблоком, сливой и кизилом, которая готова к употреблению спустя пять суток.
В романе «Отступник» 1927 года В. Г. Лидин описывает застолье с закуской в огромных амфорах-чашах — маслянисто-жёлтой капустой-провансаль, расшитой клюквой, которую натыкали прямо на вилки и несли в рот через стол. В рассказе Л. Е. Улицкой «Генеле-сумочница» у заглавной героини для приготовления капусты-провансаль, «самодеятельного гостинца» для родственников, имелся «немыслимый рецепт» из семнадцати компонентов, в числе которых были изюм и лимонные корочки.